# Ferrovia dell'Achensee

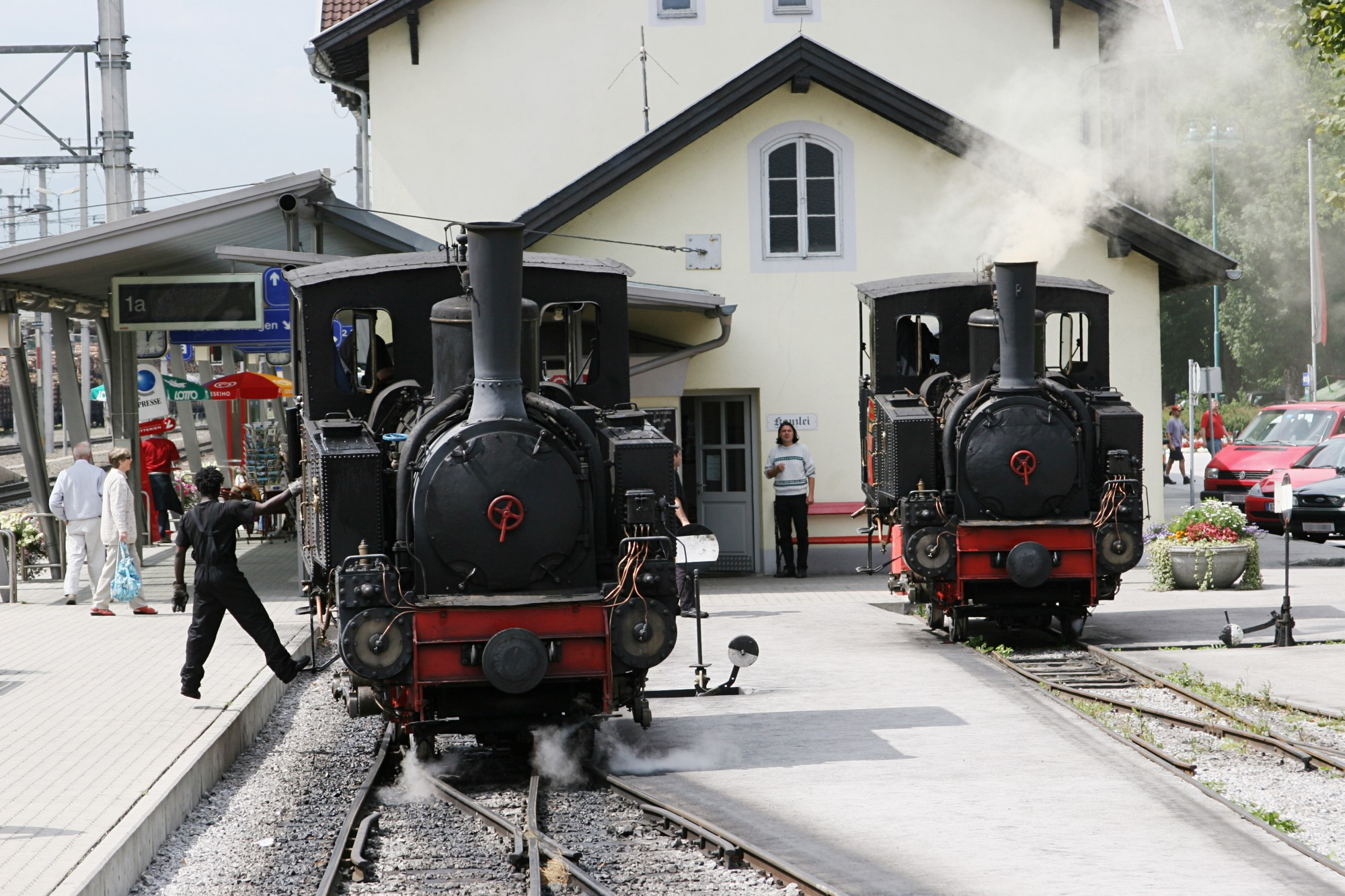
Locomotive alla stazione di Jenbach

La ferrovia dell'Achensee (in tedesco: Achenseebahn) è una ferrovia a scartamento metrico e parzialmente a cremagliera dell'Austria. Essa collega Jenbach al lago di Achen (Achensee).

## Storia
Il collegamento tra Jenbach e il lago di Achen venne propugnato già nel 1886 da varie parti interessate sia al collegamento che a fini turistici.
Il privilegio per la sua costruzione venne accordato, dall'autorità imperiale austriaca, il 1º agosto del 1888 e firmato da Francesco Giuseppe. Della costruzione della ferrovia si occupò la compagnia Soenderop di Berlino e l'8 giugno 1889 avvenne l'inaugurazione. Originalmente venne utilizzata a supporto degli approdi dei battelli dell'Achensee allo scopo, soprattutto, di trasporto dei bagagli dei villeggianti.
Il traffico maggiore lo svolse durante la seconda guerra mondiale e nel dopoguerra svolse un ruolo indispensabile nel trasporto di merci nella regione. Nel 1950 la società tirolese di navigazione TIWAG acquisì la maggioranza delle azioni della ferrovia ma le trasferì nel 1979 ai comuni rivieraschi di Achenkirch, Maurach ed Eben. Intanto nel 1973 era cessato il servizio merci. La ferrovia è stata in seguito ammodernata con il concorso del governo federale e continua a svolgere la sua vocazione al servizio turistico.

## Caratteristiche
La ferrovia è a scartamento metrico e raggiunge il lago di Achen, in Tirolo, superando un dislivello di 440 m dalla stazione di Jenbach mediante l'uso della cremagliera sistema Riggenbach; alcuni punti di essa raggiungono una pendenza del 160 per mille. Nella stazione di Jenbach, punto di origine a 530 metri sul livello del mare, confluiscono ben tre linee a scartamenti differenti di 760, 1000 e 1435 mm. Essa è pertanto un punto privilegiato di partenza per le escursioni e interscambio di comunicazione importante per la regione del Tirolo. La trazione dei treni è esclusivamente a vapore e le locomotive sono quelle originali. Per tanti anni le locomotive avevano perso il loro nome originale (Theodor, Hermann, Georg); dal 2011 è stata disposta una targa sul serbatoio dell'acqua che riporta l'antico nome di ciascuna.
La ferrovia è in funzione per i viaggiatori, generalmente, da maggio ad ottobre; durante l'inverno le locomotive vengono smontate e revisionate.

## Percorso
Partendo da Jenbach, il convoglio presenta la locomotiva in coda, che spinge le vetture passeggeri (in genere due). La tratta a cremagliera inizia appena fuori dalla stazione, la linea compie un'ampia curva a sinistra, in salita, costeggiando il centro abitato, fino alla fermata di Burgeck, che costituisce la parte settentrionale di Jenbach. La ferrovia attraversa, poi, un bosco e si avvicina in qualche punto alla strada B181 che conduce al confine tedesco e a Tegernsee, restando, però, in posizione più elevata. Pochi metri prima della fermata di Eben, che è il punto culminante della linea, termina il tratto a cremagliera. La fermata presenta un breve tratto a due binari, che permette di portare la locomotiva in testa al treno; qui è possibile, inoltre, l'incrocio di due treni. La ferrovia prosegue in piano o in leggera discesa e raggiunge subito Maurach, che ha due fermate (la seconda, Maurach Mitte, è attiva dal 2012) per giungere, infine, a Seespitz, in corrispondenza dell'approdo delle navi che effettuano il servizio sul lago. Prima di far salire i viaggiatori per il ritorno verso Jenbach, la locomotiva spinge i vagoni verso un breve tratto a due binari e si colloca dal lato opposto: in questo modo, effettua tutto il viaggio di ritorno in testa al treno, procedendo a marcia indietro.

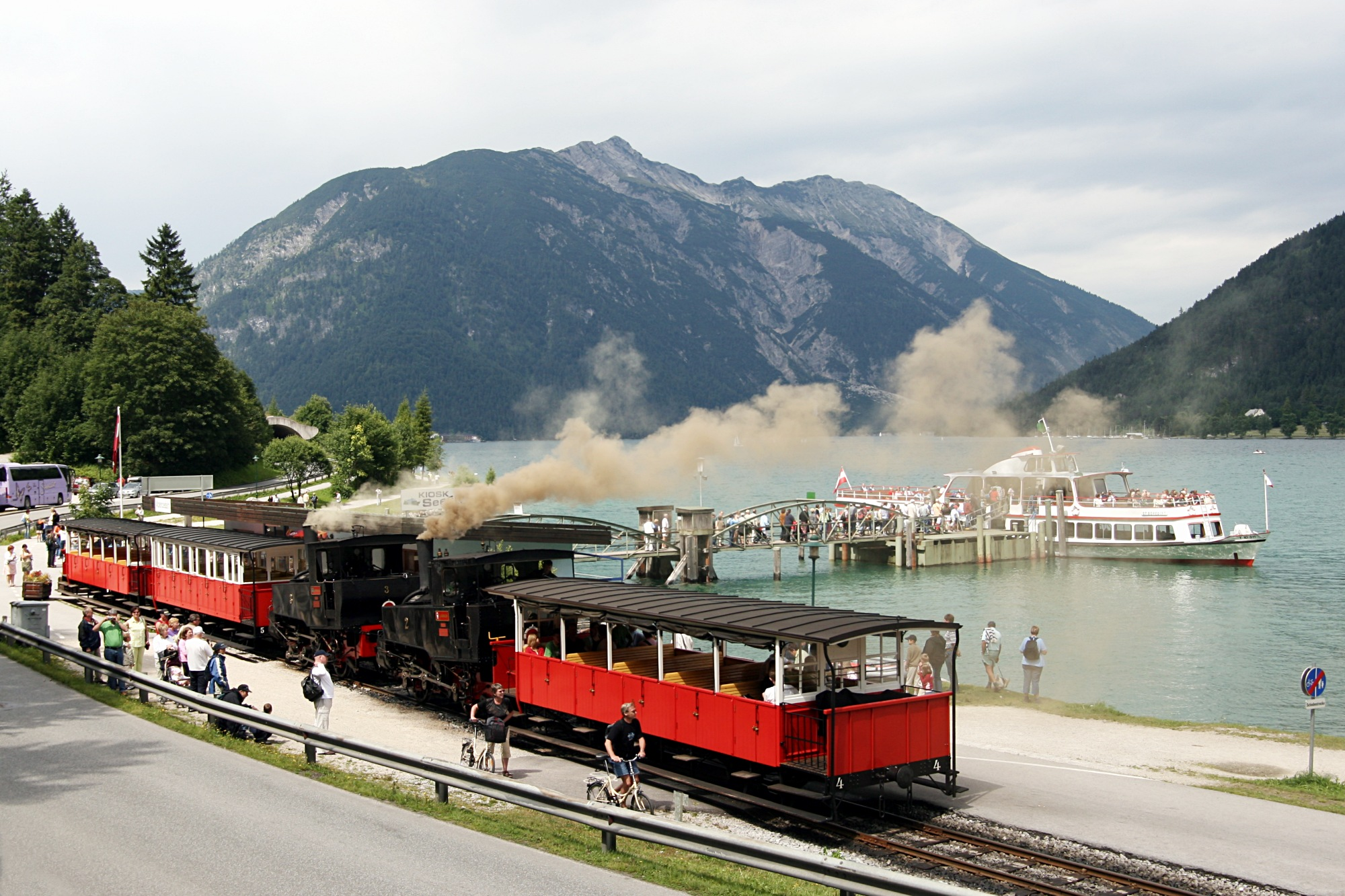
Approdo di Seespitz

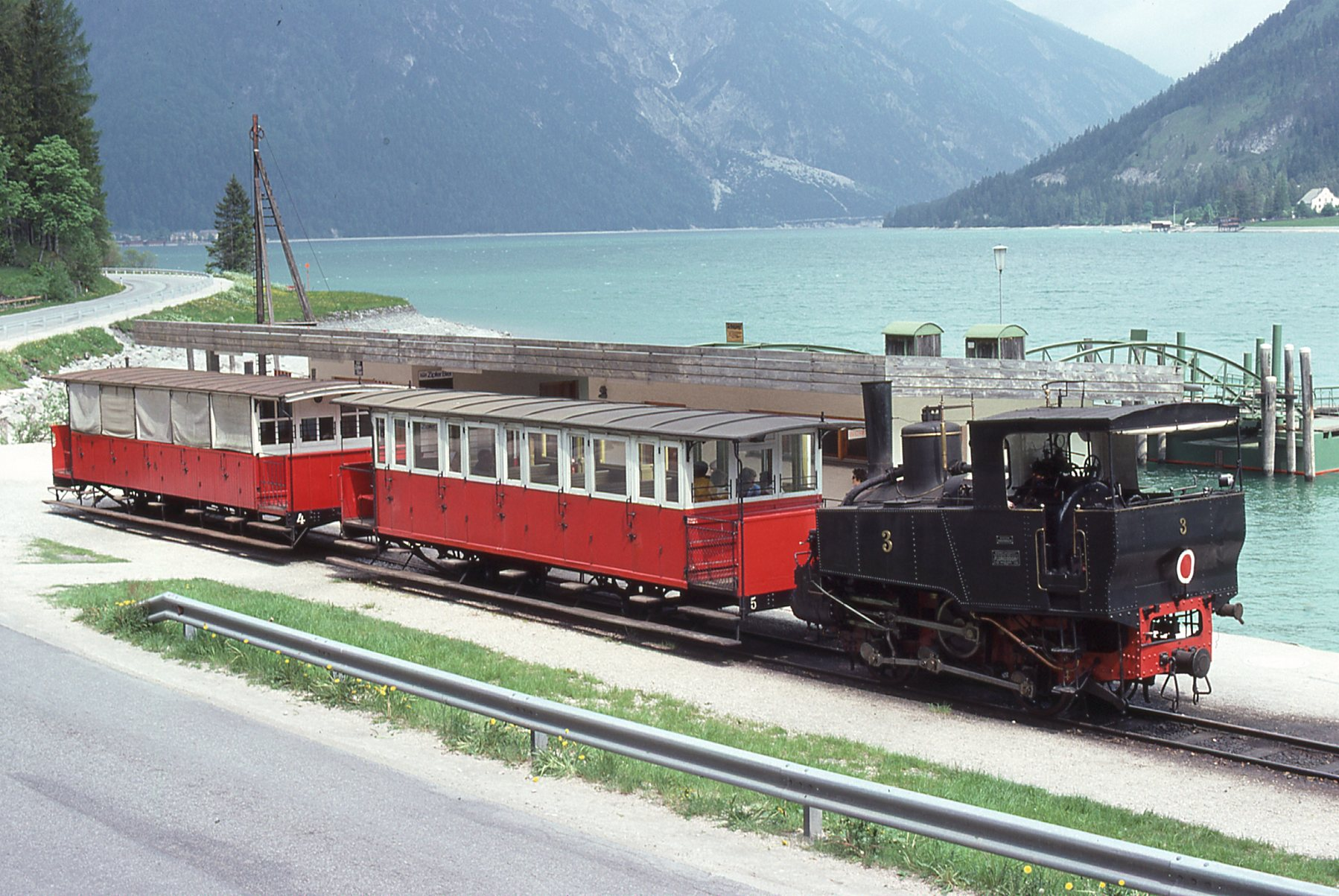
Ancora la stazione di Seespitz: Notare il differente design della locomotiva antecedente il restauro (volano e targhe)

| Head station |

| Unknown route-map component "KMW" |

| Stop on track |

| Unknown route-map component "KMW" |

| Station on track |

| Stop on track |

| End stop |

## Locomotive a vapore
Le locomotive, del tipo locotender, hanno rodiggio 0-2-0 e cremagliera.
| Numero, nome attuale, nome originale | Costruttore                 | Numero di serie/Anno                    | Note                                                                                             | Immagine |
| ------------------------------------ | --------------------------- | --------------------------------------- | ------------------------------------------------------------------------------------------------ | -------- |
| 1 Eben am Achensee (ex Theodor)      | Lokomotivfabrik Floridsdorf | 701/1889                                | Musealizzata in deposito.                                                                        |          |
| 2 Jenbach (ex Hermann)               | Lokomotivfabrik Floridsdorf | 702/1889                                | In servizio.                                                                                     |          |
| 3 Achenkirch (ex Georg)              | Lokomotivfabrik Floridsdorf | 703/1889                                | In servizio.                                                                                     |          |
| 4 (Carl)                             | Lokomotivfabrik Floridsdorf | 704/1889                                | dismessa nel 1955, usata per pezzi di ricambio                                                   |          |
| 4 Eben am Achensee (ex Hannah)       |                             | 704/1889 (in realtà costruita nel 2008) | In servizio. Costruita con pezzi della scorta di ricambi e caldaia usata di costruzione polacca. |          |